# Sommeren '92
Sommeren '92 er en dansk spillefilm fra 2015 instrueret af Kasper Barfoed. Filmen omhandler Danmarks deltagelse og sejr ved Europamesterskabet i fodbold 1992 i Sverige. Ulrich Thomsen spiller hovedrollen som landstræner Richard Møller Nielsen.

## Medvirkende
- Ulrich Thomsen som Richard Møller Nielsen
- Mikkel Boe Følsgaard som Kim Vilfort
- Birgitte Hjort Sørensen som Minna Vilfort
- Lene Maria Christensen som Jonna Møller Nielsen
- Esben Smed som John "Faxe" Jensen
- Cyron Melville som Brian Laudrup
- Henning Jensen som Kaj Johansen
- Gustav Dyekjær Giese som Peter Schmeichel
- Lars Brygmann som Frits Ahlstrøm
- Hans Holtegaard som Hans Bjerg-Pedersen
- Jon Lange som Kim Christofte
- Allan Hyde som Flemming Povlsen
- Julie Zangenberg som Annette Jensen
- Johannes Lassen som Kent Nielsen
- Morten Vang Simonsen som Henrik Andersen
- Niclas Vessel Kølpin som Michael Laudrup
- Mads Moritzen Bak som Henrik Larsen